# La canción de Guillaume
La Canción de Guillaume es un cantar de gesta que data de la primera mitad del siglo XII, aunque su primera mitad puede datarse en el siglo XI. Junto con la Canción de Roldán y Gormont e Isembart, está considerada como una de los tres cantares de gesta compuesto antes de 1153.
La obra está compuesta por dos partes distintas: la primera de 2000 versos trata sobre Guillermo de Orange su sobrino Vivien, su hermano pequeño, Gui, y sus batallas contra los sarracenos en L'Archamp; en la segunda parte del poema, Guillaume es ayudado por Rainouard, un gigante sarraceno convertido.
El poema consta de 3553 versos asonantes; la mayor parte de ellos son endecasílabos, pero hay una pequeña parte hexasílabos. 
El poema se conservó en una manuscrito del siglo XIII, escrito en anglo-normando, el cual fue conocido después de1914, fecha de la venta de la colección de Sir Herny Hope Edwardes. El poema pasó a formar parte de la colección de la Biblioteca Británica. 
Es la única canción de gesta que cuenta las hazañas y hechos de Guillermo de Orange, que no se incluyó en el ciclo de canciones del gesta del siglo XIII conocido como Ciclo Guillaume de Gellone.
La Canción de Guillaume fue adaptada y amplificada en la canción de gesta Aliscans.
La fuente histórica es la batalla que libró Guillaume de Gellone en el río Orbieu cerca de Carcassona en 793.